# Flumini Mannu
Le Flumini Mannu est une rivière qui coule dans le sud de la Sardaigne.

## Géographie
Ses sources sont situées dans les collines à l'est de Sardara et se jette dans le Stagno di Cagliari , après un cours de 42,14 km. Ses principaux affluents sont le Riu Bellu et le Rio Sitzerri, qui proviennent du massif du Mont Linas.